# Castello di Bianzano
Il castello Suardi a Bianzano è un castello situato in Val Cavallina, in Provincia di Bergamo.

## Storia

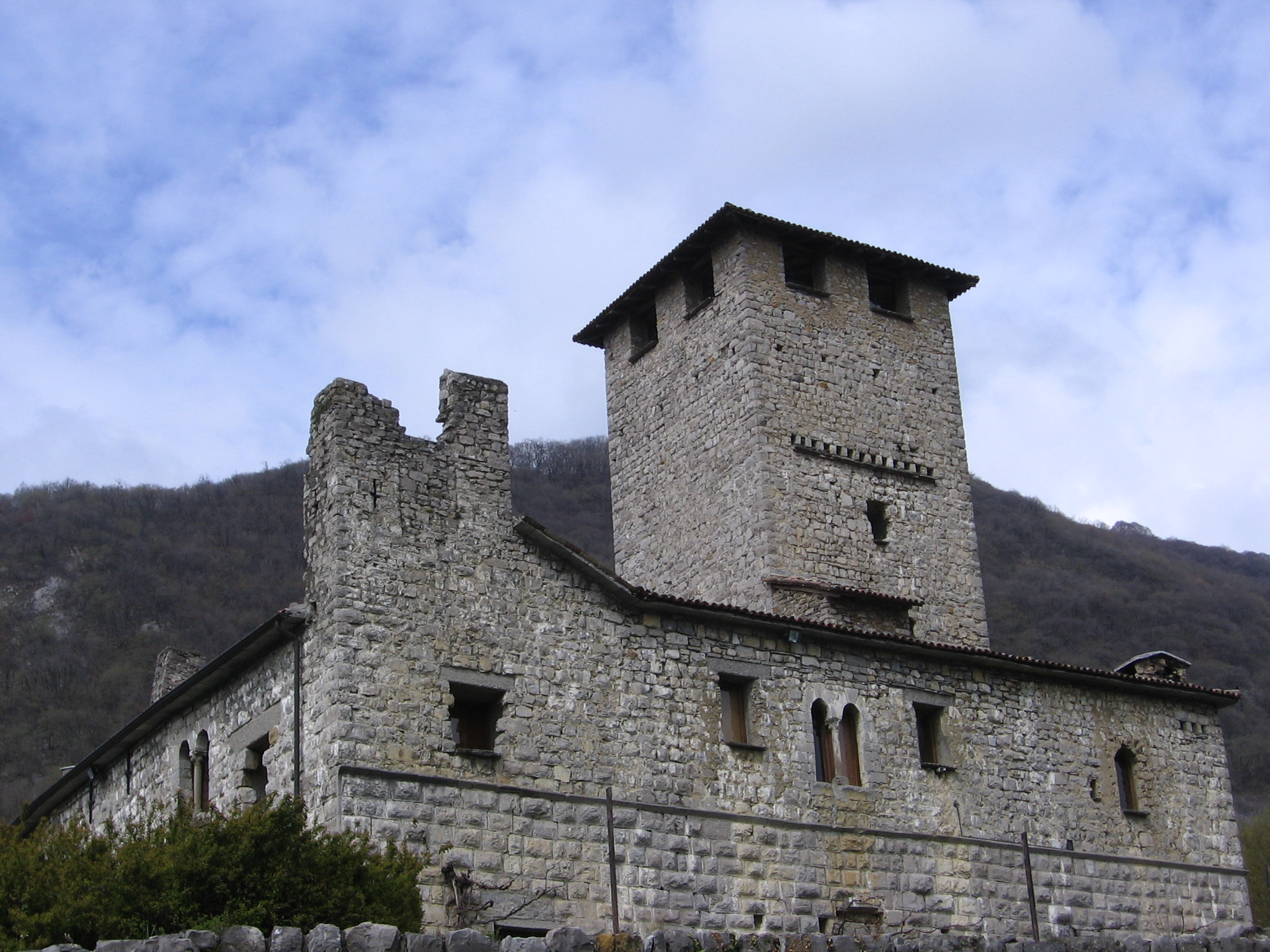
Vista da sud

La data di costruzione del castello dovrebbe risalire all'anno 1233, come riportato su una pietra posta sulla spalla destra del portale del cortile. Tale indicazione è tuttavia messa in discussione dagli storici, che
dubitano sia delle origini del castello che della funzione a cui esso era adibito, a causa della mancanza di documenti ufficiali. Questo anche a causa del fatto che sono stati portati alla luce resti di muratura e parte del basamento di una torre in una zona poco distante. La presenza di questa fortificazione tenderebbe quindi a posticipare la costruzione del castello che, edificato all'estremità del borgo in quella che allora poteva essere la prima zona edificabile, evidenzierebbe una data di costruzione successiva a quella del borgo stesso. 
I dati in possesso indicano che il maniero risultava essere esistente già dal XIV secolo, di proprietà della famiglia Suardi. A quel periodo risale il primo atto riferito al castello, riguardante un evento dalla grandissima importanza: nel 1367 Giovanni, appartenente alla famiglia Suardi, sposò Bernarda Visconti figlia di Bernabò, reggente del Ducato di Milano, ricevendo in dono il castello stesso. Tale evento è al centro di una rievocazione storica, che si svolge il primo fine settimana di agosto, che coinvolge l'intero borgo e attira numerosi spettatori.
Nessun episodio di rilievo si verificò fino all'arrivo della Repubblica di Venezia la quale, al fine di porre fine alle lotte tra guelfi e ghibellini, ordinò la distruzione di tutte le fortificazioni. La famiglia Suardi, al fine di evitare la demolizione del castello, decise di eliminare le merlature e di ricoprire l'intera struttura con un tetto, rendendola così dimora signorile. Successivamente l'edificio subì altri rimaneggiamenti: vennero ampliate le cantine, operazione rivelatasi poi sfortunata, visto che causò il parziale cedimento a valle della struttura.
Nemmeno riguardo all'originale destinazione dell'edificio è possibile dare risposte certe: probabilmente era utilizzato sia con funzioni difensive che residenziali, ma anche come deposito di alimenti.
Stando ad alcuni studi del proprietario, l'architetto Vittorio Faglia, è possibile ipotizzarne l'origine templare: a prova di questo, vi sarebbe il particolare simbolismo utilizzato nell'edificio, oltre che i resti di una merlatura guelfa (mentre i conti Suardi appartenevano alla fazione opposta,i ghibellini). Questi avrebbero utilizzato infatti la struttura al fine di presidiare la zona, al centro di numerosi traffici economici, ma anche per accogliere pellegrini e viandanti.

## Struttura

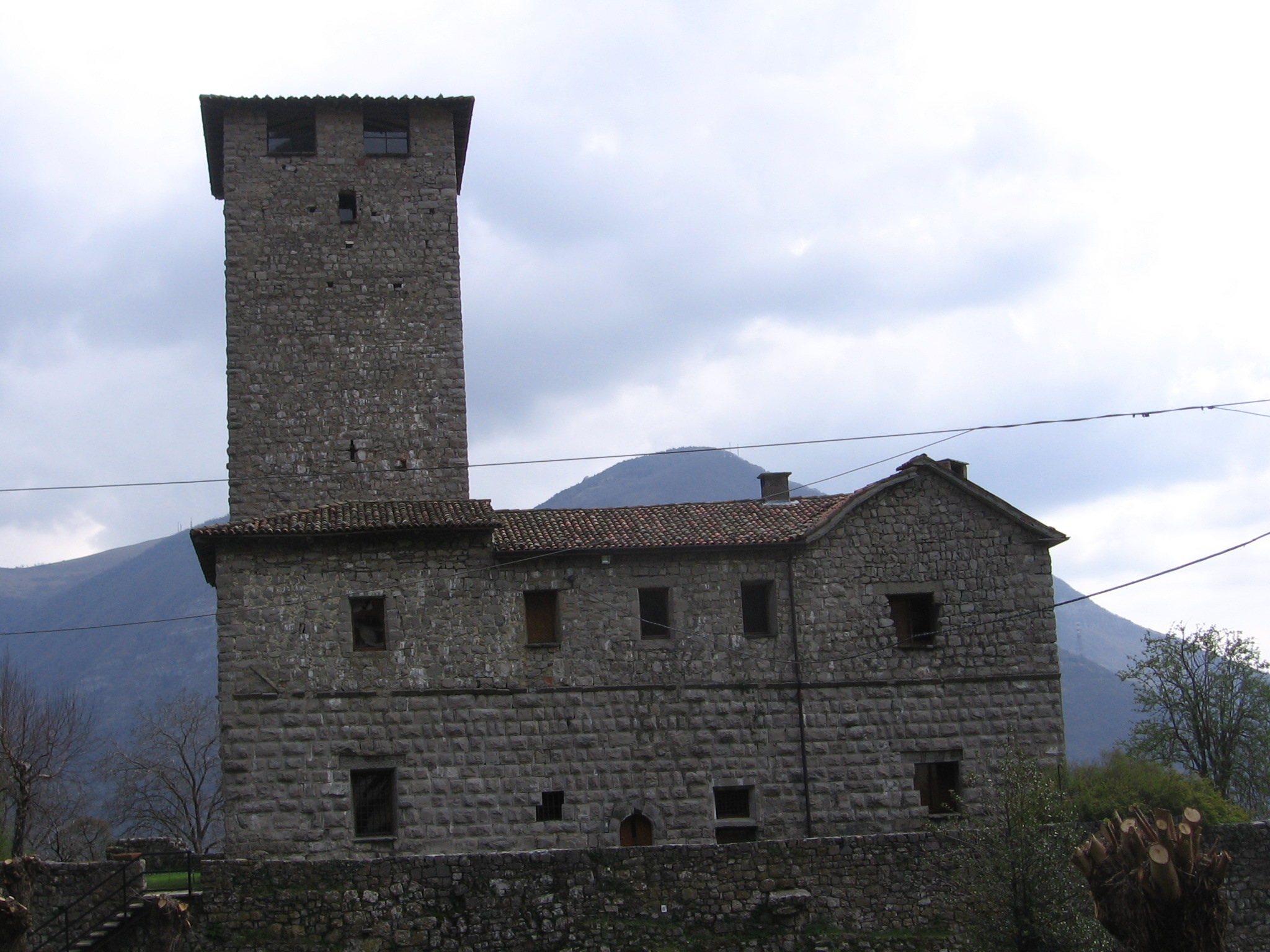
Vista da nord

Collocato in posizione dominante sul versante occidentale della Valle Cavallina, da cui era possibile controllare sia la strada proveniente dalla val Seriana tramite la Valle Rossa che quella che collegava Bergamo con il lago d'Iseo e la val Camonica, offre un'ottima vista sul lago di Endine e sul Monte Torrezzo.
Inserito ai limiti del borgo medievale di Bianzano, possiede una struttura a pianta quadrata, con le diagonali di essa rivolte in direzione dei punti cardinali. Esternamente è protetta da due cinte murarie che formano altrettanti spalti posti su due livelli differenti: la prima ha i lati paralleli a quelli del castello stesso, con piccole torri, solo parzialmente conservate, poste al centro di ognuno di essi, mentre la seconda, di forma irregolare, presenta una torretta a ognuno dei quattro angoli.
L'ingresso è costituito da un'alta torre, alla base della quale è presente un ciclo di affreschi databili alla metà del XIV secolo, che proseguono anche nell'atrio interno. In questa piccola corte, dotata di un ballatoio su tre dei quattro lati, si trovano altri dipinti rappresentanti le quattro virtù, alcuni putti intenti al gioco e alla danza, nonché alcuni motivi ornamentali costituiti da rombi bianchi e neri, simbolo della famiglia dei Visconti. L'edificio inoltre possiede numerose aperture a bifore composte da archi ogivali differenti tra loro.